# Период (алгебраическая геометрия)
Период в алгебраической геометрии — вещественное число, которое может быть выражено как объём области в {\displaystyle \mathbb {R} ^{n}}, заданной системой полиномиальных неравенств с рациональными коэффициентами. Сумма, разность и произведение периодов также являются периодами, поэтому множество всех периодов образует кольцо, таким образом, изучается кольцо периодов. Комплексное число называется периодом, если и действительная, и мнимая его части являются периодами.
Классический пример периода — число {\displaystyle \pi }, являющееся площадью единичного круга {\displaystyle x^{2}+y^{2}\leqslant 1}. Кольцо периодов включает в себя все алгебраические числа и многие известные трансцендентные числа, в частности, периодами являются натуральный логарифм любого алгебраического числа, {\displaystyle \Gamma (p/q)^{q}} (гамма-функция, для любых натуральных {\displaystyle p} и {\displaystyle q}), значения эллиптических интегралов от рациональных аргументов, значения дзета-функции Римана целых аргументов. Постоянная Хайтина {\displaystyle \Omega } является примером числа, не являющегося периодом.
Любой период является вычислимым, следовательно, и арифметическим числом; при этом возможно построить вычислимое число, не являющееся периодом (например, с использованием диагонального метода). Множество периодов, равно как и множество всех чисел, не являющихся периодами, плотно в {\displaystyle \mathbb {R} } и в {\displaystyle \mathbb {C} }; кольцо периодов является счётным множеством, а его дополнение до {\displaystyle \mathbb {R} } или до {\displaystyle \mathbb {C} } — несчётным. Порядок на множестве действительных периодов изоморфен порядку на множестве рациональных чисел.
С периодами связан ряд открытых проблем, среди таковых:
- неизвестно, является ли кольцо периодов полем;
- неизвестно, являются ли числа {\displaystyle e}, {\displaystyle 1/\pi } или {\displaystyle \gamma } (постоянная Эйлера — Маскерони) периодами;
- неизвестно ни одного естественного примера (то есть не сконструированного специально для этой цели) вычислимого числа, не являющегося периодом;
- неизвестен алгоритм, который может определить, равны ли два периода, заданные своими системами неравенств. Также неизвестно, является ли эта задача вообще алгоритмически разрешимой.